# خلوص
 خلوص  (بالفارسية: روستاى خُلوص ) قرية كبيرة تتبع ناحية كوخرد  (بالفارسية: بخش كوخرد)  من توابع مدينة بستك وتقع في محافظة هرمزگان في جنوب غرب إيران، تقع هذه القرية على مفترق الطرق بين مدينة جناح ومدينة بستك، وتبعد عن مدينة جناح بمسافة 18 كيلومتراً.

## حدود قرية خُلوص
حدود قرية خُلوص: من الشمال کوه گچ، وسلسلة جبال الناخ، ومن الجنوب « صحراء خلوص »، ومن الغرب قرية كتاو وقرية كاشنو، ومن الشرق تنتهي بـقرية هرنك.

## السكان
يبلغ عدد سكان هذه القرية حسب تعداد السكان لعام 2006 للميلاد، (953) نسمه تشكل (189) عائلة، من أهل السنة والجماعة وعلى المذهب الشافعي. يتكلمون اللغة الهندية والفارسية باللهجة المحلية، القرية بها مسجد، ومدرسة ابتدائية مشتركة، وعيادة صحية صغيرة، وبرك لحفظ مياه الأمطار، إذا سالت الأودية أيام هطول الأمطار الموسمية، على بعد 8 كيلومترات وفي الجنوب الشرقي من القرية وعلى الضفة الجنوبية لنهرمهران تقع منطقة «سرمادان» والتي بها مزارع النخيل التابعة لقرية خلوص، بها أكثر من 1000 نخلى مثمرة. سكان هذه القرية من الأصول الهندية الذين هاجرو من أقليم السند منذ زمن بعيد وأستوطنو في سهولها، ومع ورود الإسلام في عهد الخليفة الراشد عمر بن الخطاب أعنقوا الإسلام.

## موقع القرية على خارطة غوغل ماب
- موقع قرية خلوص على: Google Maps

## بي بي جنبيان
- موقع بي بي جنبيان خلوص على: Google Maps